# Barbey
Barbey je francouzská obec v departementu Seine-et-Marne v regionu Île-de-France. Žije zde 151 obyvatel.

## Poloha obce
Obec leží u hranic departementu Seine-et-Marne s departementem Yonne, tedy i u hranic regionu Île-de-France s regionem Burgundsko-Franche-Comté. Sousední obce jsou: La Brosse-Montceaux, Marolles-sur-Seine, Misy-sur-Yonne a Villeneuve-la-Guyard (Yonne).

## Vývoj počtu obyvatel
Počet obyvatel